# 亜寒帯冬季少雨気候
|   |        |     |     |     |     |    |     |     |     |     |     |     |     |     |     |     |     |     |
|   |        | fa  | fb  | fc  | fd  | m  | wa  | wb  | wc  | wd  | sa  | sb  | sc  | sd  |     |     |     |     |
| E | 寒帯   |     |     |     |     |    |     |     |     |     |     |     |     |     | ET  | ET  | EF  | EF  |
| D | 亜寒帯 | Dfa | Dfb | Dfc | Dfd |    | Dwa | Dwb | Dwc | Dwd | Dsa | Dsb | Dsc | Dsd |     |     |     |     |
| C | 温帯   | Cfa | Cfb | Cfc |     |    | Cwa | Cwb | Cwc |     | Csa | Csb | Csc |     |     |     |     |     |
| B | 乾燥帯 |     |     |     |     |    |     |     |     |     |     |     |     |     | BSh | BSk | BWh | BWk |
| A | 熱帯   | Af  | Af  |     |     | Am | Aw  | Aw  |     |     | As  | As  |     |     |     |     |     |     |

亜寒帯冬季少雨気候（あかんたいとうきしょううきこう）とはケッペンの気候区分における気候区のひとつで冷帯（亜寒帯）に属する。冷帯冬季少雨気候（れいたいとうきしょううきこう）・冷帯冬季乾燥気候（れいたいとうきかんそうきこう）・冷帯夏雨気候（れいたいかうきこう）ともいう。Dに分けられる気候の中でも亜寒帯湿潤気候と比べて、定義上は降水量の違い以外は無いが、冬季は乾燥しているため亜寒帯湿潤気候よりも気温が下がりやすく、気温の年較差が大きくなりやすい。
符号はDwa/Dwb/Dwc/DwdでDは寒帯、wは冬季乾燥（wintertrocken）を示す。
アリソフの気候区分では気候帯5-4.中緯度東岸海洋性気候に相当する。

## 気候の特色
- 夏は比較的高温で、冬はごく寒冷の大陸性気候。
- 冬季には-30℃から-40℃以下になる地域もあり、北半球の寒極（最も低温な地点）が存在するなど気温の年較差が非常に大きい。
- 夏は降水量があるが、冬は降水量（積雪）がきわめて少ない。

## この気候の成立条件
- 最寒月平均気温が-3℃未満。
- 最暖月平均気温が10℃以上。
- 年平均降水量が乾燥限界以上。
- 最多雨月が夏にあり、10×最少雨月降水量＜最多雨月降水量。

さらに、最寒月・最暖月平均気温によって次の4つに分けられる。
- Dwa - 最暖月が22℃以上。
- Dwb - 最暖月が10℃以上22℃未満かつ月平均気温10℃以上の月が4か月以上。
- Dwc - 最暖月が10℃以上22℃未満かつ月平均気温10℃以上の月が3か月以下かつ最寒月が-38℃以上-3℃未満。
- Dwd - 最暖月が10℃以上22℃未満かつ月平均気温10℃以上の月が3か月以下かつ最寒月が-38℃未満。

## 分布

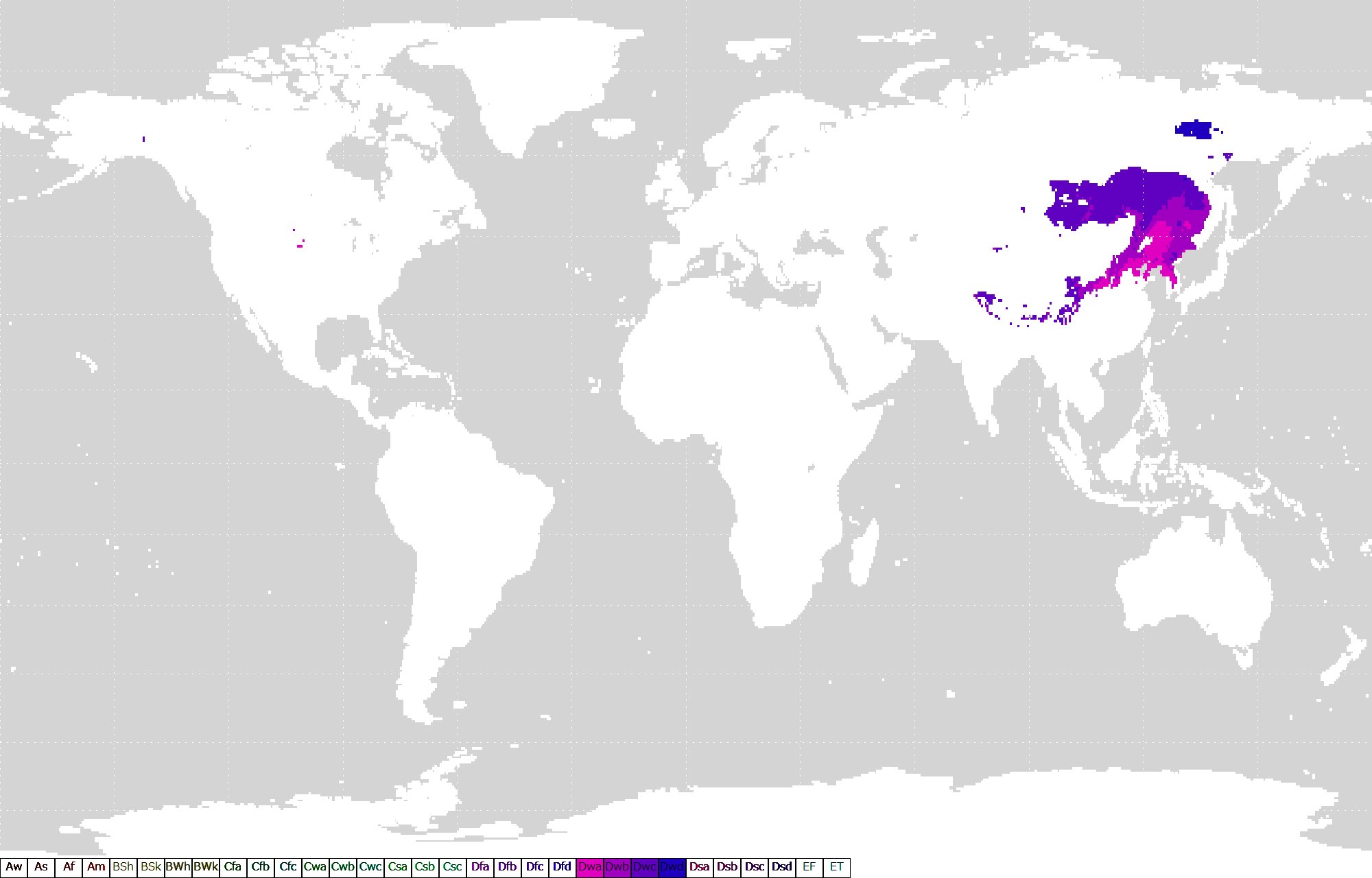
亜寒帯冬季少雨気候（Dw）の世界的な分布

この気候となるのはシベリア東部・中国東北部・朝鮮半島など、ユーラシア大陸東北部に限られる。
冬季には優勢な停滞性のシベリア高気圧に覆われ、低圧部が生じ難いことが原因である。

## 典型的な都市

### Dwa
- 平壌（北朝鮮）
- 瀋陽（中国）
- 長春（中国）
- ハルビン（中国）

### Dwb
- ハバロフスク（ロシア）[2][3]
- ウラジオストク（ロシア）
- イルクーツク（ロシア）
- シガツェ（チベット）
- 釧路町（日本） - 亜寒帯湿潤気候（Dfb）に近い

### Dwc
- チタ（ロシア）[2][3]
- 漠河（中国）

### Dwd
この気候区はロシアサハ共和国の一部にのみ分布する。
- ウスチ＝ネラ（ロシア）

## 土壌と植生
褐色森林土の分布する南部は混合林（混交林）、ポドゾルに覆われる北部はタイガ（モミ、エゾマツ、トドマツなどの針葉樹の純林）が広がっている。シベリア東部内陸部では、夏の暑さと年降水量250mm以下の少雨により灌木林が広がっているところがある。

## 産業
- 南部では春小麦の生産やジャガイモ・カブ・ライ麦の栽培など。
- 年平均気温10℃以上の月が3か月以下（Dwc,Dwd）のところや土地がやせて穀物生産に向かないところのうち、大消費地に近いところは酪農・そうでないところは放牧が行われている。地域によっては、冷涼な気候に強いジャガイモ・カブ・ライ麦・蕎麦などが栽培されているところがある。
- この気候区のタイガ地帯では林業も盛んである。